# Marcin Wolski
Marcin Jerzy Wolski (ur. 22 lipca 1947 w Łodzi) – polski pisarz, dziennikarz i satyryk, były wiceprezes Stowarzyszenia Dziennikarzy Polskich i były prezes oddziału warszawskiego. Od 2006 do 2007 dyrektor Programu I Polskiego Radia. Od 2016 do 2017 dyrektor TVP2.

## Życiorys
W 1972 ukończył studia historyczne na Uniwersytecie Warszawskim, pracę magisterską Polski październik 1956 roku w świetle prasy francuskiej napisał pod kierunkiem Rafała Gerbera. Debiutował w 1966 w piśmie „Szpilki”. Publikował również w „Żołnierzu Wolności”, organie propagandowym Ludowego Wojska Polskiego, m.in. szopkę noworoczną krytykującą państwa Zachodu i Izrael w związku z wojną sześciodniową.
Przez wiele lat współpracował z Programem 3 Polskiego Radia, gdzie od 1973 do 7 grudnia 1981 prezentowana była audycja satyryczna 60 minut na godzinę (kolejne wydanie miało zostać nadane 13 grudnia). W latach 1989–2009 tworzył cotygodniową audycję ZSYP w Programie 1. Polskiego Radia. Większość napisanych przez Marcina Wolskiego tekstów doczekało się realizacji w postaci skeczy i cyklicznych słuchowisk radiowych. Najbardziej znane słuchowiska napisane przez niego to Laboratorium nr 8, Świnka oraz Matriarchat. W latach 1991–1993 był współautorem popularnego programu Polskie zoo, później także szopek noworocznych, przedstawiających w krzywym zwierciadle polską scenę polityczną. Opowiadanie Świnka stało się kanwą scenariusza polskiego filmu fabularnego z 1990 o tym samym tytule. W pomyśle na film Seksmisja można zauważyć związki z Matriarchatem Marcina Wolskiego.
W latach 1975–1981 należał do Polskiej Zjednoczonej Partii Robotniczej, od 1980 był sekretarzem Podstawowej Organizacji Partyjnej Programu III PR. Podczas stanu wojennego zwolniony z pracy z zakazem zatrudnienia w mediach, jednak jego skecze i słuchowiska regularnie pojawiały się w audycji Powtórka z rozrywki. Twórca opozycyjnego kabaretu objazdowego.
W latach 1993–1995 był członkiem Rady ds. Mediów przy prezydencie Lechu Wałęsie. W 2005 wszedł w skład Honorowego Komitetu Poparcia Lecha Kaczyńskiego w wyborach prezydenckich.
Od 21 lipca 2006 do 18 kwietnia 2007 był dyrektorem Programu I Polskiego Radia.
Marcin Wolski był – wspólnie z Antonim Krauzem – współautorem scenariusza filmu fabularnego Smoleńsk, poświęconego katastrofie smoleńskiej.
Od maja 2013 do 2015 prowadził magazyn satyryczny Tydzień do rymu na antenie stacji Telewizja Republika.
Jest stałym felietonistą w „Gazecie Polskiej”. Pisał felietony do „Wprost” i Tygodnika Solidarność. W latach 2013–2023 był publicystą tygodnika „Do Rzeczy”. Jest członkiem Stowarzyszenia Pisarzy Polskich i Stowarzyszenia Wolnego Słowa. Wszedł w skład rady fundacji Klubu Ronina oraz rady Reduty Dobrego Imienia – Polskiej Ligi przeciw Zniesławieniom.
Od kwietnia 2016 do 19 grudnia 2023 był szefem redakcji oraz jednym z prowadzących programu publicystyczno–satyrycznego W tyle wizji, emitowanego na kanale TVP Info. 11 lipca 2016 został dyrektorem TVP2. Funkcję tę sprawował do końca grudnia 2017. Od kwietnia do 30 listopada 2018 pełnił funkcję dyrektora agencji kreacji rozrywki Telewizji Polskiej. W latach 2018–2023 był doradcą zarządu tej instytucji.
Prowadzi natomiast swój własny kanał w serwisie YouTube. W kwietniu 2024, pomimo swoich wcześniejszych zapowiedzi nawiązał stałą współpracę z kanałem telewizyjnym TVMN (Telewizja Media Narodowe), gdzie w latach 2024-2025 były emitowane premierowo, raz w tygodniu jego autorskie felietony w cyklu Marcin Wolski przedstawia.
W 2024 wszedł w skład Obywatelskiego Komitetu Poparcia Kandydata na Urząd Prezydenta RP dra Karola Nawrockiego, a w styczniu 2025 został koordynatorem utworzonego w ramach tego komitetu zespołu ds. kultury.

## Poglądy
Podczas spotkania w Klubie Ronina, w dniu 16 października 2023 wykluczył możliwość współpracy z jakąkolwiek stacją telewizyjną i radiową. Zaznaczył jednak, że nadal pozostaje centroprawicowym konserwatystą. Swoją pracę w Telewizji Polskiej w latach 2016-2023 podsumował zdaniem, nawiązującym do medialnej propagandy lat 70. w Polskiej Rzeczpospolitej Ludowej:

Mówię to jako współwinny: stworzyliśmy propagandę na gorszym poziomie niż lata siedemdziesiąte. (...) Zwyciężyła logika walki, logika stalinowska: kto nie jest z nami, jest przeciw nam.

Kilka dni później, 20 października wydał oświadczenie opublikowane w Gazecie Polskiej Codziennie, w którym przeprosił za wypowiedziane na tym spotkaniu niektóre opinie, a zwłaszcza za powyższe słowa:

Przepraszam, jeśli moja emocjonalna wypowiedź w Klubie Ronina kogoś obraziła, skrzywdziła lub zraniła! Zwłaszcza gdy chodzi o kolegów - pracowitych, odważnych, wybitnych. (...) Jeśli ktoś z Szanownych Czytelników też poczuł się urażony, serdecznie przepraszam.

Tłumaczył też wielokrotnie, że przekaz Telewizji Polskiej w aspekcie społeczno-politycznym w latach 2016-2023 był zbyt ostry, nastawiony na walkę i kierowany głównie do "betonowego elektoratu" PiS-u. Przyznał także, że nie wycofuje się ze swoich stwierdzeń o propagandzie TVP w tych czasach, ale nie powinien wyrażać ich w tak ostry sposób i mierzyć wszystkich jedną miarą, gdyż część dziennikarzy pracowała w tym czasie dla tego medium rzetelnie i uczciwie.  

## Życie prywatne
Ojcem Marcina Wolskiego był Jerzy Wolski (1901–1974) – adwokat, żołnierz, zaś braćmi jego ojca:
- Stanisław Wolski – harcerz i żołnierz odznaczony Virtuti Militari,
- Stefan Wolski – żołnierz, więziony w więzieniu stalinowskim,
- Zbigniew Wolski (ur. 1907) – działacz konspiracji antyhitlerowskiej i ofiara Auschwitz.

Dziadkiem ze strony ojca był działacz Związku Ludowo-Narodowego, przewodniczący Społecznej Rady Obrony Miasta Biłgoraja i burmistrza Biłgoraja – Franciszek Wolski (1868–1931), natomiast babką – Stanisława z domu Ereth – działaczka Organizacji Kobiet Narodowych w Biłgoraju.
Matką Marcina Wolskiego była Krystyna z domu Karczewska, II voto Żytyńska (1920–1993) – dziennikarka i sportsmenka. Jej ojcem był Tadeusz Karczewski (1888–1949) – uczestnik bitwy Warszawskiej, zaś matką Kazimiera Karczewska.
Marcin Wolski jest także podróżnikiem. Zwiedził ponad 100 krajów świata. W roku  2020 ukazała się jego książka pt. W 80 podroży dookoła świata, w której opisuje swoje podróże i wrażenia ze spotkań z innymi kulturami.

## Odznaczenia i nagrody
Otrzymał wiele nagród za teksty satyryczne, a także był trzykrotnie nominowany do Nagrody im. Janusza A. Zajdla za satyryczne utwory fantastycznonaukowe. 
W 2006 prezydent Lech Kaczyński odznaczył Marcina Wolskiego Krzyżem Komandorskim Orderu Odrodzenia Polski.
20 maja 2009 z rąk ministra kultury i dziedzictwa narodowego Bogdana Zdrojewskiego odebrał Złoty Medal „Zasłużony Kulturze Gloria Artis”.

## Twórczość

### Cykle

#### Pies w studni
- Pies w studni (SuperNowa, 2000, ISBN 83-7054-140-2)
- Rekonkwista (SuperNowa, 2001, ISBN 83-7054-148-8)
- Wilk w owczarni (Zysk i S-ka, 2010, ISBN 978-83-7506-636-4)

#### Antybaśnie
- Antybaśnie – tomik z wolszczyzną (Wydawnictwa Radia i Telewizji, 1991, ISBN 83-212-0616-6)
- Powrót do antybaśni (Wydawnictwo Zebra, 1993, ISBN 83-85076-24-6)

Wydania rozszerzone:
- Antybaśnie z 1001 dnia (SuperNowa, 2004, ISBN 83-7054-162-3)[35]
- Włóczędzy czasoprzestrzeni (SuperNowa, 2005, ISBN 83-7054-169-0)[36]

#### Trylogia optymistyczna
- Nieprawe łoże (Wydawnictwo Fronda 2006, ISBN 83-60335-80-X, Zysk i S-ka 2007, ISBN 978-83-7506-189-5)
- Noblista (Zysk i S-ka 2008, ISBN 978-83-7506-165-9)
- Kaprys historii (Zysk i S-ka 2009, ISBN 978-83-7506-355-4)

#### Igor Rykow
- 7:27 do Smoleńska (Zysk i S-ka, 2014, ISBN 978-83-7785-407-5)
- Dzień zapłaty (Zysk i S-ka, 2015, ISBN 978-83-7785-58-36)
- Powrót Almanzora (Zysk i S-ka 2017, ISBN 978-83-8116-101-5)

### Podróżnicze
- W 80 podróży dookoła świata (Wydawnictwo Biały Kruk, 2020, ISBN 978-83-7553-295-I)

### Powieści
- Laboratorium nr 8 (w antologii Rok 3978, KAW, 1980, wznowione w zbiorze The Bestiarium)
- Numer (KAW, 1982, wznowiony w zbiorze The Bestiarium)
- Agent dołu (Wydawnictwo Literackie, 1988)
- Piąty odcień zieleni (CIA-Books, 1991)
- Bogowie jak ludzie (KAW, 1991, wznowienie: Solaris, 2004, ISBN 83-89951-03-7)
- Krawędź snu (SuperNowa, 1996, ISBN 83-7054-104-6)
- Agent dołu. Diabelska dogrywka (SuperNowa, 1996, ISBN 83-7054-097-X) – wznowienie z dodatkowym rozdziałem pt. Diabelska dogrywka
- Według św. Malachiasza (SuperNowa, 1999, ISBN 83-7054-128-3)
- Alterland (WAB, 2003, ISBN 83-89291-18-5, WAB, 2005, ISBN 83-7414-091-7)
- Ekspiacja (WAB, 2004, ISBN 83-7414-023-2)
- Miejsce dla dwojga (WAB, 2005, ISBN 83-7414-083-6)
- Zamach na Polskę (Solaris, 2005, ISBN 83-89951-27-4)
- Klucz do Apokalipsy (Wydawnictwo Albatros 2007, ISBN 978-83-7359-446-3)
- EuroDżihad (Zysk i S-ka 2008, ISBN 978-83-7506-234-2)
- Agent dołu. Czarci pomiot (SuperNowa 2009, ISBN 978-83-7578-019-2) – kolejne wznowienie Agenta dołu wraz z dodatkowymi rozdziałami Diabelska dogrywka, Agent góry i Czarci pomiot
- Drugie życie (Zysk i S-ka 2009, ISBN 978-83-7506-421-6)
- Wallenrod (Narodowe Centrum Kultury 2010, ISBN 978-83-61587-15-6) oraz (Zysk i S-ka 2012, ISBN 978-83-7785-114-2)
- Ciemna strona lustra (Centrum Myśli Jana Pawła II 2010, ISBN 978-83-60853-01-6)
- Cud nad Wisłą (Czerwone i Czarne 2010, ISBN 978-83-7700-007-6)
- Jedna przegrana bitwa (Narodowe Centrum Kultury 2010, ISBN 978-83-61587-31-6)
- 13 Gabinet (Czerwone i Czarne 2011, ISBN 978-83-7700-018-2)
- Ewangelia według Heroda (M Wydawnictwo 2011, ISBN 978-83-7595-356-5)
- Doktor Styks (Zysk i S-ka 2011, ISBN 978-83-7506-879-5)
- Skecz zwany morderstwem  (Zysk i S-ka 2012, ISBN 978-83-7785-020-6)
- Post-Polonia  (M Wydawnictwo 2012, ISBN 978-83-7595-456-2)
- Mocarstwo (Zysk i S-ka 2012, ISBN 978-83-7785-117-3) – bezpośrednia kontynuacja losów bohaterów Wallenroda
- Prezydent von Dyzma (Zysk i S-ka 2013, ISBN 978-83-7785-220-0)  – luźna kontynuacja Kariery Nikodema Dyzmy Tadeusza Dołęgi-Mostowicza
- Sodoma (Zysk i S-ka, 2014, ISBN 978-83-7785-58-29)
- Ciemna brama (Zysk i S-ka, 2016, ISBN 978-83-7785-89-81)
- Powtórka z rozgrywki (Zysk i S-ka, 2020, ISBN 978-83-8116-839-7)[37]
- Siostrzyczki (Miejska Biblioteka Publiczna w Lesznie, 2022, ISBN 978-83-61681-38-0)
- Wariant Lotaryński (Miejska Biblioteka Publiczna w Lesznie, 2023, ISBN 9788361681465)

### Zbiory opowiadań i nowele
- 60 minut na godzinę (Nasza Księgarnia, 1978, ISBN 83-10-08951-1, wznowione w zbiorze Wolski w shortach (1))
  - Żółw
  - Z lotu ptaka
  - Siła woli
  - Takie buty
  - Fotografia
  - Taksówka o północy
  - Płetwy
  - Muza
  - F.A.
- Enklawa. Neomatriarchat. Świnka (1982, wznowione w zbiorze The Bestiarium)
- Z przymrużeniem ucha. Tomik z wolszczyzną (1984, wznowione w zbiorze Wolski w shortach (1))
  - Jeden dzień
  - Epizod
  - Zimny warsztat
  - Zadziwiający przypadek fascynacji
  - Problem malarski
  - Urojenie
  - Zbrodniarz
  - Odżywka
  - Świadek koronny
  - Apokalipsa
  - Telefon
  - Wiem wszystko
  - Z pamiętnika młodego inżyniera
  - Szansa
  - Loteria
  - Szczepionka
  - Pies, przyjaciel człowieka
  - Labirynt
- Tragedia „Nimfy 8” (w cyklu Stało się jutro, cz. 30, Nasza Księgarnia, 1987, ISBN 83-10-08951-1, wznowione w zbiorze Wolski w shortach (1))
  - Konfrontacja
  - Tragedia „Nimfy 8”
  - Matryca
  - Ludzie-Ryby
  - Przezorność
  - Masa krytyczna
  - Eksponat
  - Przestępstwo i wyrok
  - Wariant autorski
  - Mam prośbę, Jack...
  - Trzecia planeta
- Klan Szwendałów (DAGA, 1991, ISBN 83-900201-0-6, M. Wolski i A. Zaorski jako „Marta Blask”)
- Książeczka bez nabożeństwa czyli porady dla nieśmiałych cnotliwych i leniwych (Replay, 1993, ISBN 83-85917-02-0)
- Noc bezprawia oraz inne szalone opowieści (SuperNowa, 1997, ISBN 83-7054-117-8)
  - Wideo Pana Boga
  - Na żywo
  - Dzień bezmięsny
  - Korektura
  - Poprawka z cudu
  - Noc bezprawia
- Kabaret Nadredaktora (wybór najlepszych piosenek i tekstów kabaretowych, Nowy Świat, 2001)
- The Bestarium (Solaris 2002, ISBN 83-88431-35-8)
  - Świnka
  - Matriarchat
  - Laboratorium nr 8
  - Numer
- Trzecia Najśmieszniejsza Kabaretu Nadredaktora cz. II (Nowy Świat, 2003)
- Marcin Wolski w shortach (1): Kwadratura trójkąta (Solaris, 2003, ISBN 83-88431-73-0)
  - Opowiadania ze zbioru 60 minut na godzinę
  - Opowiadania ze zbioru Z przymrużeniem ucha. Tomik z wolszczyzną
  - Opowiadania ze zbioru Tragedia „Nimfy 8”
  - Kwadratura trójkąta
- Marcin Wolski w shortach (2): Enklawa (Solaris, 2004, ISBN 83-88431-83-8)
  - Enklawa
  - Baśnie dla bezsennych:
    - Omdlenie
    - Budka nr 7
    - Etyka zawodowa
    - Jedna z lepiej przeprowadzonych akcji
    - Największe zdarzenie od czasów Adama
    - Hobbysta

  - Party
  - Horrory na późne wieczory:
    - Alternatywa
    - Adventure Explorer
    - Operacja Herod
    - Łapiszcze
    - Wirus
    - Dom specyficznej troski
    - Aktywacja
    - Za nic